# Campionati italiani primaverili di nuoto 1978
I venticinquesimi campionati italiani primaverili di nuoto si sono svolti a Roma dal 10 al 12 marzo 1978. È stata utilizzata la vasca da 50 metri.

## Podi

### Uomini
| Evento               | Oro                                                                      | Tempo    | Argento                                                            | Tempo    | Bronzo                                                                                   | Tempo    |
| Stile libero         |                                                                          |          |                                                                    |          |                                                                                          |          |
| 100 m                | Marcello Guarducci                                                       | 51"46    | Paolo Revelli                                                      | 53"02    | Raffaele Franceschi                                                                      | 54"26    |
| 200 m                | Paolo Revelli                                                            | 1'52"64  | Marcello Guarducci                                                 | 1'54"76  | Giorgio Quadri                                                                           | 1'55"76  |
| 400 m                | Paolo Revelli                                                            | 3'59"71  | Giorgio Quadri                                                     | 4'04"59  | Marcello Guarducci                                                                       | 4'04"94  |
| 1500 m               | Giorgio Quadri                                                           | 16'12"04 | Giovanni Nagni                                                     | 16'19"41 | Fabio Bracaglia                                                                          | 16'37"17 |
| Dorso                |                                                                          |          |                                                                    |          |                                                                                          |          |
| 100 m                | Enrico Bisso                                                             | 59"98    | Daniele Cerabino                                                   | 1'00"77  | Stefano Bellon                                                                           | 1'01"22  |
| 200 m                | Daniele Cerabino                                                         | 2'08"66  | Stefano Bellon                                                     | 2'11"42  | Mattia Florit                                                                            | 2'14"29  |
| Rana                 |                                                                          |          |                                                                    |          |                                                                                          |          |
| 100 m                | Giorgio Lalle                                                            | 1'07"96  | Cesare Fabbri                                                      | 1'08"98  | Renato Possanzini                                                                        | 1'09"44  |
| 200 m                | Cesare Fabbri                                                            | 2'28"64  | Giorgio Lalle                                                      | 2'29"54  | Roberto Pisano                                                                           | 2'29"61  |
| Farfalla             |                                                                          |          |                                                                    |          |                                                                                          |          |
| 100 m                | Riccardo Urbani                                                          | 57"98    | Paolo Barelli                                                      | 58"71    | Emanuele Armellini                                                                       | 59"00    |
| 200 m                | Fabio Bracaglia                                                          | 2'07"65  | Emanuele Armellini                                                 | 2'07"66  | Alessandro Griffith                                                                      | 2'08"70  |
| Misti                |                                                                          |          |                                                                    |          |                                                                                          |          |
| 200 m                | Salvatore Nania                                                          | 2'12"63  | Paolo Barelli                                                      | 2'13"43  | Giorgio Lalle                                                                            | 2'14"46  |
| 400 m                | Fabio Bracaglia                                                          | 4'41"92  | Giovanni Franceschi                                                | 4'46"10  | Salvatore Nania                                                                          | 4'47"48  |
| Staffette            |                                                                          |          |                                                                    |          |                                                                                          |          |
| 4x100 m stile libero | De Gregorio Marco Dell'Uomo Riccardo Urbani Lucio Notturni Paolo Revelli | 3'40"14  | Canottieri Aniene Luca Vangelista Santini Fiocchi Pietro Tornaboni | 3'41"04  | Centro Sportivo Carabinieri Marcello Guarducci Berlincioni Paolo Martinetto Grattarola   | 3'42"97  |
| 4x200 m stile libero | De Gregorio Marco Dell'Uomo Sellani Riccardo Urbani Paolo Revelli        | 7'59"74  | Lazio Nuoto Carlo Rossato Giorgio Quadri Fabio Bracaglia Tomassini | 8'01"74  | Nuotatori Milanesi Raffaele Franceschi Marcello Rigamonti Cavallotto Giovanni Franceschi | 8'02"29  |
| 4x100 m misti        | FF.OO. Roma Enrico Bisso Giorgio Lalle Paolo Barelli Luigi Barelli       | 4'00"97  | De Gregorio Lucio Notturni Cucchetti Riccardo Urbani Paolo Revelli | 4'04"44  | Sturla Daniele Cerabino Cesare Fabbri Andrea Calabria Lorenzo Marugo                     | 4'05"97  |

### Donne
| Evento               | Oro                                                                                   | Tempo   | Argento                                                                      | Tempo   | Bronzo                                                                                          | Tempo   |
| Stile libero         |                                                                                       |         |                                                                              |         |                                                                                                 |         |
| 100 m                | Cinzia Savi Scarponi                                                                  | 59"59   | Carol Galimberti                                                             | 59"68   | Maria Cristina Ponteprimo                                                                       | 1'00"69 |
| 200 m                | Cinzia Savi Scarponi                                                                  | 2'08"56 | Giuditta Pandini                                                             | 2'10"90 | Fulvia Cornella                                                                                 | 2'11"34 |
| 400 m                | Roberta Felotti                                                                       | 4'26"65 | Giuditta Pandini                                                             | 4'27"91 | Eleonora Bortolotti                                                                             | 4'29"67 |
| 800 m                | Roberta Felotti                                                                       | 9'04"54 | Giuditta Pandini                                                             | 9'09"96 | Sonia Rosini                                                                                    | 9'17"90 |
| Dorso                |                                                                                       |         |                                                                              |         |                                                                                                 |         |
| 100 m                | Tiziana Bertolani                                                                     | 1'07"30 | Benedetta Pecchioli                                                          | 1'07"91 | Daniela Residori                                                                                | 1'08"42 |
| 200 m                | Tiziana Bertolani                                                                     | 2'21"84 | Daniela Residori                                                             | 2'27"40 | Marina Nania                                                                                    | 2'27"78 |
| Rana                 |                                                                                       |         |                                                                              |         |                                                                                                 |         |
| 100 m                | Sabrina Seminatore                                                                    | 1'17"73 | Marina Finocchiaro                                                           | 1'18"16 | Carlotta Tagnin                                                                                 | 1'18"64 |
| 200 m                | Sabrina Seminatore                                                                    | 2'47"34 | Claudia Corradi                                                              | 2'49"04 | Doris Bonetti                                                                                   | 2'49"14 |
| Farfalla             |                                                                                       |         |                                                                              |         |                                                                                                 |         |
| 100 m                | Cinzia Savi Scarponi                                                                  | 1'02"50 | Cinzia Rampazzo                                                              | 1'04"71 | Cristina Quintarelli                                                                            | 1'04"87 |
| 200 m                | Cristina Quintarelli                                                                  | 2'18"56 | Cinzia Rampazzo                                                              | 2'20"90 | Paola Tentoni                                                                                   | 2'24"83 |
| Misti                |                                                                                       |         |                                                                              |         |                                                                                                 |         |
| 200 m                | Cinzia Savi Scarponi                                                                  | 2'25"92 | Manuela Dalla Valle                                                          | 2'29"22 | Cristina Cogliati                                                                               | 2'29"63 |
| 400 m                | Giuditta Pandini                                                                      | 5'09"25 | Cinzia Rampazzo                                                              | 5'09"57 | Livia Amidani                                                                                   | 5'13"09 |
| Staffette            |                                                                                       |         |                                                                              |         |                                                                                                 |         |
| 4x100 m stile libero | Libertas Dino Rora Susanna Falchero Monica Vallarin Audisio Maria Cristina Ponteprimo | 4'10"45 | De Gregorio Pelati Cristina Quintarelli Michela La Pietra Fabiola Cinque     | 4'11"36 | Amici Nuoto Firenze Archilli Nocentini Fiamma Nenci Benedetta Pecchioli                         | 4'15"07 |
| 4x200 m stile libero | San Donato Stella Pergola Maria Grazia Pandini Roberta Felotti Giuditta Pandini       | 8'56"47 | Roma Nuoto Silvia Persi Giuliana Scornayenchi Sterpetti Cinzia Savi Scarponi | 9'01"08 | Libertas Dino Rora Roberta Pavanello Monica Vallarin Maria Cristina Ponteprimo Susanna Falchero | 9'02"16 |
| 4x100 m stile misti  | Roma Nuoto Manuela Carosi Claudia Corradi Cinzia Savi Scarponi Silvia Persi           | 4'35"87 | Nuoto Scaligero Daniela Residori Bonetti Elaine Bocchini Fulvia Cornella     | 4'41"02 | Triestina Nuoto Frangipani Maurizia Lenardon Detoni Laura Sterni                                | 4'42"56 |